# Garra lamta
Garra lamta är en fiskart som först beskrevs av Hamilton 1822.  Garra lamta ingår i släktet Garra och familjen karpfiskar. IUCN kategoriserar arten globalt som livskraftig. Inga underarter finns listade i Catalogue of Life.